# 刘憬
刘憬（1987年12月11日—），山东微山人，中国女子赛艇运动员。她曾代表中国参加世界赛艇锦标赛，获得一枚金牌、一枚银牌和二枚铜牌。她也曾参加2010年亚洲运动会。